# Saab Gripen NG
El Saab Gripen NG (Next Generation) es un caza polivalente monomotor de generación 4.5 o 4++. Aunque no es un avión totalmente furtivo, debido a su diseño aerodinámico y a la incorporación de materiales compuestos en algunas partes de las alas y el fuselaje, presenta baja marca de radar y baja marca térmica para dificultar su detección, por lo que es comparable en tecnología a un avión de quinta generación. Puede volar a baja altitud para no ser detectado por los radares enemigos y efectuar con éxito misiones de combate similares a las de un avión furtivo, pero a un menor costo de compra, mantenimiento, y un coste por hora de vuelo de solo 5000 USD, 3 veces menos que otros cazas de su categoría.

## Diseño

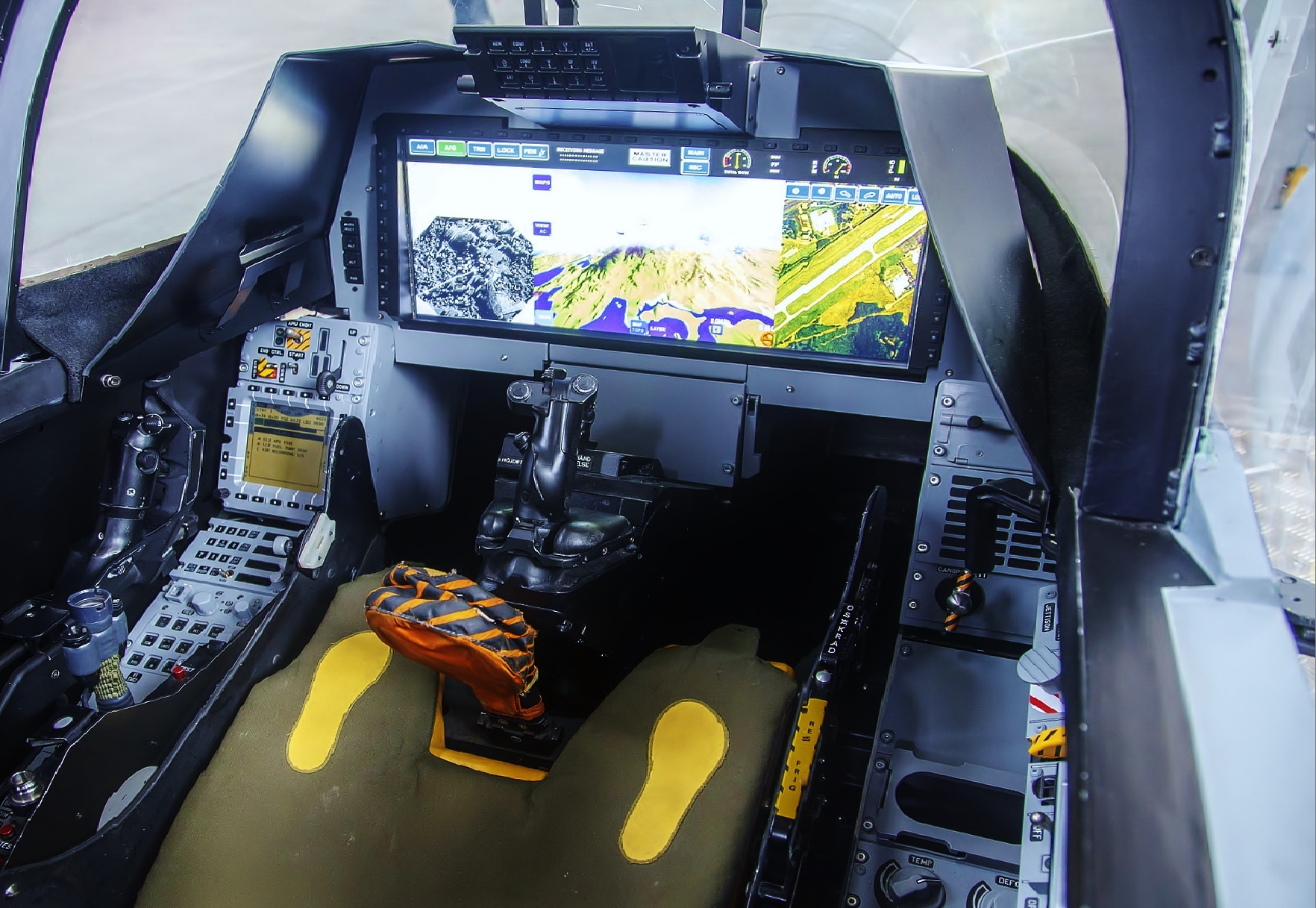
Vista de la cabina del Gripen NG

El Saab Gripen NG es un avión supersónico que combina un diseño de ala en delta y alerones de tipo canard, de peso medio, con un solo motor turbofan y dos tomas de aire instaladas en los laterales de la cabina, de forma similar al Mirage 2000. Estas tomas de aire están totalmente abiertas para mejorar la admisión de aire a los motores a baja velocidad y altitud, donde el aire es más denso, húmedo y pesado. Tiene baja marca de radar y baja marca térmica. Estas características le permiten participar en operaciones navales, hasta ahora reservadas a aviones diseñados específicamente para ese fin, como el Dassault-Breguet Super Étendard, o, anteriormente, el Douglas A-4 Skyhawk o el Grumman A-6 Intruder.

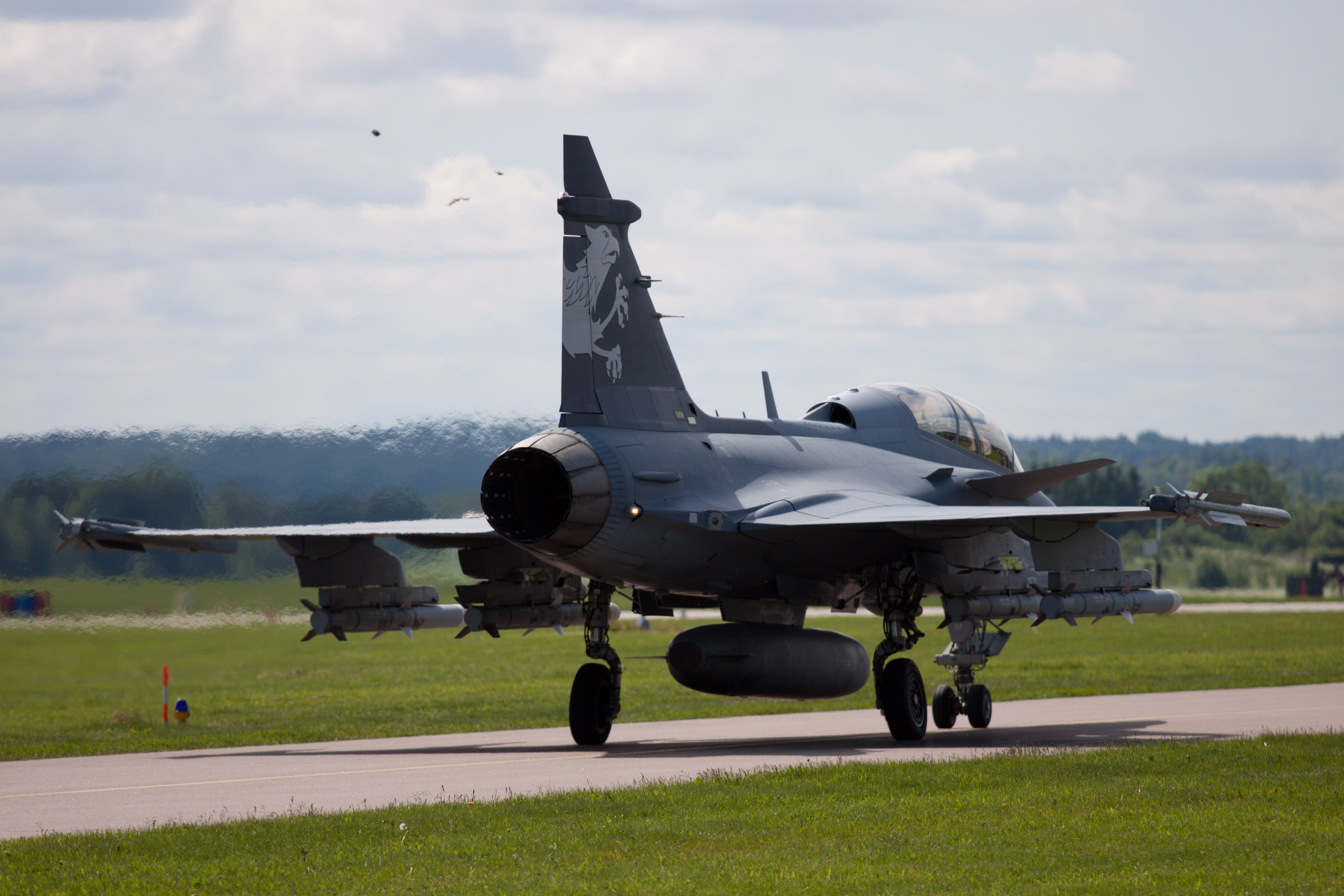
Vista trasera del Gripen NG, se puede ver su nuevo tren de aterrizaje, con el diseño del poste sobre la rueda.

Puede efectuar las mismas misiones que otros aviones de combate polivalentes, como el lanzamiento de bombas convencionales, misiles de crucero, misiles navales, combate contra otros aviones de combate a velocidad supersónica, escolta de aviones y helicópteros, vigilancia de territorios de ultramar y guardia costera, lucha contra el narcotráfico y el contrabando y realizar vuelos nocturnos en todo tipo de climas, entre otros.
La mayor mejora del Gripen NG con respecto al Gripen está en el tren de aterrizaje principal, que ha sido totalmente rediseñado y desplazado desde el fuselaje central hasta la base de las alas, de forma similar al caza Dassault Rafale de Francia, lo que aumenta la capacidad de transporte de combustible en los tanques internos en un 40 % y le permite transportar dos pilones de carga de armas bajo el fuselaje central, de más de 500 kg cada uno. Este nuevo tren de aterrizaje está diseñado para poder aterrizar en carreteras y pistas de aterrizaje de segundo nivel, aeropuertos comerciales y bases militares, la versión más moderna para Brasil tiene solamente una rueda delantera y un nuevo diseño de pintura color gris naval pixelado, será fabricado en el país con la ayuda de técnicos y especialistas de Suecia, con la transferencia de tecnología de Sudáfrica.
Los pilones de carga de armas también puede ser utilizados para instalar 3 tanques de combustibles externos desechables de 1703 litros cada uno, dos bajo las alas en los pilones de carga junto al motor y un pilón de carga bajo el fuselaje central, y extender su rango operativo hasta más de 2000 km, de forma similar a los cazas Mirage 2000 de Francia, el caza de ala en delta IAI Kfir de Israel, el caza mejorado Atlas Cheetah derivado del caza Mirage III de Sudáfrica, el más moderno Dassault Rafale y el caza pesado Eurofighter Typhoon.

## Capacidades

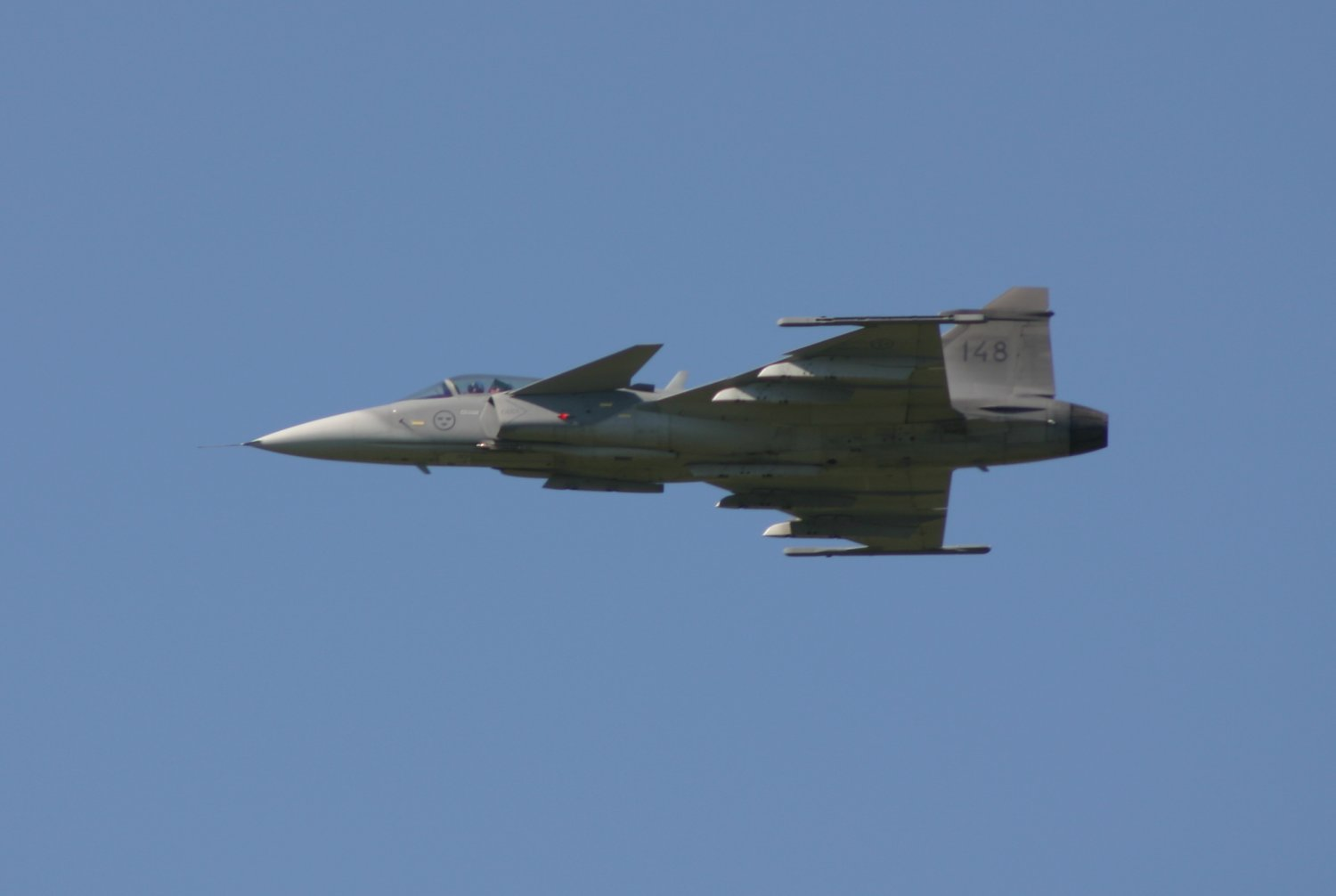
Un Saab 39 Gripen en vuelo, base de diseño del Gripen NG.

El Gripen NG es una continuación de la mejoras tecnológicas del Gripen C: puede reabastecerse en vuelo, la cabina de mando incorpora pantallas tipo LCD multifunción completas de lado a lado en el panel de control, compatibles con gafas de visión nocturna y el casco del piloto, posee un nuevo sistema de navegación y aterrizaje integrado con el posicionamiento GPS y utiliza nuevos programas y equipos informáticos abiertos, para transportar otro tipo de armamento y disminuir su costo operativo, en los países que ya operan otro tipo de modelos de aviones caza.
El 27 de mayo de 2008 hizo su primer vuelo de pruebas un prototipo experimental del Gripen NG, que incorporaba las siguientes mejoras:
- Motor turbofan General Electric F414G de 98 kN (22 000 libras), un 20 % más de empuje que el anterior, lo que le permite alcanzar una velocidad de Mach 1.1 en supercrucero, incluso armado, lo que permite ahorrar combustible y aumentar su alcance y autonomía.[8]
- Capacidad de carga interna de combustible incrementada: debido a que se reubicaron las barras de doble triángulo del tren de aterrizaje principal, para mejorar el espacio interno de la aeronave, que lo diferencia de los modelos anteriores A, B y C, de producción en serie, 1, 2 y 3, fabricados en años anteriores; la capacidad de combustible interno se ha incrementado en un 40 %, con un aumento significativo en el rango de combate que fue aumentada a más de 1300 kilómetros (810 millas náuticas), transportando seis misiles AAM bajo las alas, más el tanque extra de combustible bajo el fuselaje central, lo que da unos 30 minutos de vuelo en la estación de patrulla y merodeo. El alcance en ferry será aumentado a más de 4070 kilómetros (2200 millas náuticas) con los nuevos tanques externos de combustible bajo las alas, de mayor tamaño y con un nuevo diseño aerodinámico más eficiente, para disminuir la resistencia al avance y mejorar el rendimiento de vuelo de la aeronave, a diferentes altitudes y velocidades.
- Capacidad para transportar hasta 3 nuevos tanques externos de combustible de diseño ovalado y más grandes que los modelos anteriores. En las nuevas versiones F y G, dos tanques pueden ir bajo las alas, uno bajo cada ala como los diseños de aviones de ala en delta Mirage 2000, y otro bajo el fuselaje central, en nuevos pilones de carga reforzados.
- Reabastecimiento aéreo de combustible tipo canasta y manguera flexible, con una sonda retráctil y de diseño telescópico, único en su tipo, para aumentar su alcance en combate.
- Mayor capacidad de carga de armas: el peso máximo al despegue del nuevo Gripen NG es aumentado de 14 000 a 16 000 kg con una disminución de peso en vacío de 200 kg, no se han podido encontrar referencias si esta reducción de peso, es sobre la trancha 1 o la 2 de producción en serie. La configuración especial del nuevo tren de aterrizaje principal, considerada la más sofisticada mejora de la nave, también permite la instalación de dos nuevos pilones de carga bajo el fuselaje central, a cada lado del pilón del tanque externo de combustible central, para transportar los nuevos Pods de información para combate Aire-aire contra otros aviones caza y para misiones de ataque Aire-Tierra de precisión y ataque Aire-superficie, ataque naval contra barcos enemigos o ataque a tierra, con bombas convencionales, bombas guiadas por GPS y satélite, esta es la mayor mejora de tecnología del nuevo Gripen NG.
- Nuevos pilones de carga de armas reforzados, para transportar 2 bombas guiadas bajo el fuselaje central de la nave, ocupando el espacio del tanque central de combustible externo, y otras 2 bombas guiadas bajo las alas, en los pilones de carga de armas reforzados en la base de las alas, junto al fuselaje central.
- Capacidad para transportar 3 misiles de medio alcance bajo el fuselaje central, para combate Aire-aire más allá del rango visual del piloto, 2 misiles de corto alcance en el segundo pilón de carga de armas bajo las alas, aumentando su capacidad de transporte de misiles en forma similar al caza occidental F-16.
- Sustitución del radar mecánico PS-05/A por un radar AESA de diseño plano, más liviano y potente, con capacidad para rastrear en ángulo de 200 grados,[9] derivado del estudio AMSAR, del consorcio europeo GTDAR, fabricado por Selex Galileo, después del veto estadounidense a la fabricación del mismo por parte de Raytheon[10]
- Nuevos sistemas electrónicos de vuelo y programas informáticos en la cabina de mando, comparables a un caza de quinta generación.
- Nuevos sistemas de comunicación entre el piloto y la base de mando en tierra, y otros aviones de combate, con información de la situación de batalla y la situación de la nave, con el nuevo sistema Data-link.
- Nueva cabina totalmente de vidrio con amplias "pantallas planas", de lado a lado del panel de control de la cabina, tipo quinta generación, nuevo HUD sobre el panel de control y el casco para el piloto con la mira óptica, para indicar con la vista el blanco enemigo en combates cercanos contra otros aviones de combate.
- Nuevos equipos para guerra electrónica en la parte inferior de la nave y en el timón vertical de cola, con antenas de alta capacidad para ocultar la nave a las señales de radar enemigas y bajar su marca de radar.
- Lanzadores de bengalas para desviar misiles rastreadores de calor.
- Antena activa para detectar múltiples objetivos enemigos.
- Armas mejoradas con mayor alcance y capacidad, como los misiles aire-aire.[11]

Otra actualización, conocida como MS20 para el anterior modelo C y D, del Gripen, incluye también la plena capacidad de transportar misiles Meteor, que se extienden en la producción en serie 3, para ser mejorados desde el año 2011 hasta el 2013, con el objetivo de llevar a todos los caza Gripen modelo C y D, fabricados anteriormente, al mismo nivel del Gripen NG, para ofrecer también estas naves actualizadas, como una alternativa de venta a otros países, en forma más económica como una nave de medio uso que puede ser mejorada en el futuro y el país comprador puede financiar su mejora en el futuro, en los talleres de Suecia o en los talleres del país comprador, con un acuerdo de colaboración estratégica entre los países, situación que le da una mayor ventaja para las ventas a nuevos mercados en el futuro, frente a otros competidores de aviones de combate y preparar la venta del Gripen NG para su reemplazo en forma programada en el futuro.

## Designación
La designación Gripen NG es el nombre del modelo seleccionado a los nuevos prototipos de pruebas que cuentan con estas modificaciones más avanzadas, es la nueva versión de producción en serie del modelo Gripen C, es un avión de combate completamente nuevo, pues, como señaló Saab en junio de 2010, las designaciones para los nuevos ejemplares de producción en serie del Gripen NG, serían el modelo E, para la nueva versión de producción monoplaza y el modelo F, para la versión biplaza, continuando con la producción inicial de modelos A, B, C y D, desde la primera, segunda y tercera trancha de producción en serie, para ofrecerlo en exportación a otros mercados de aviones de combate con mayor ventaja competitiva, por su nuevo diseño, mayor alcance y capacidad de combate, que puede competir en mejores condiciones que los modelos anteriores. 
Suecia otorgó a Saab, un contrato de cuatro años en 2010 para mejorar el radar de los anteriores modelos Gripen C de su Fuerza Aérea y otros equipos, además de reducir sus costos operativos, para llevarlos al mismo nivel operativo y de mejoras del Gripen NG, modelo E y el modelo F de producción en serie, ofrecido especialmente para su exportación a otros mercados y competir en igualdad de condiciones contra otros aviones de combate modernos como el Dassault Rafale, el Eurofighter Typhoon y el Mikoyan MiG-35.
Saab también ofrece otros aviones de combate Saab 39 Gripen de las anteriores producciones A, B y C, para que en el futuro puedan ser llevados al mismo nivel de tecnología del nuevo avión de combate Gripen NG, por el país comprador con la asistencia técnica de Saab y un socio de tecnología, que podrían ser Sudáfrica y Brasil, y Suecia podría reemplazar estos aviones de combate A, B y C, en el inventario de su Fuerza Aérea, por la nueva entrada en producción del más moderno Gripen NG.

## Posibles mejoras

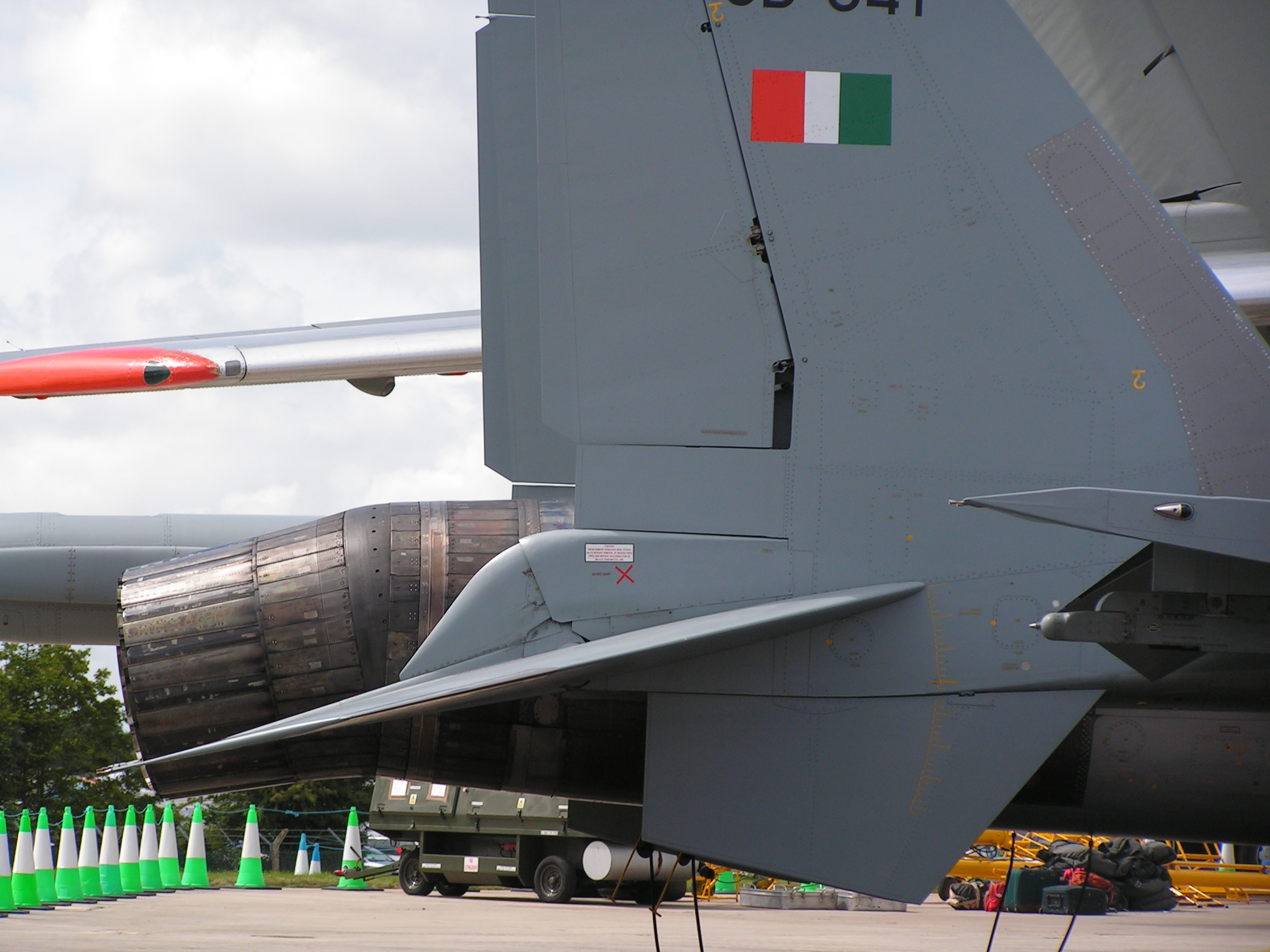
Motor de empuje vectorial de un Su-30MKI. Este tipo de plantas motrices no ha sido incorporada todavía a ninguna versión del Gripen.

El Gripen NG supera en tecnología a otros aviones de cuarta generación pero no a los de quinta, que poseen un diseño furtivo. Presenta también varias lagunas de tecnología, siendo la más importante la ausencia de motores de empuje vectorial. La construcción y adaptación de nuevas plantas motrices en el fuselaje del Gripen NG ofrecería mayor independencia en su desarrollo, así como más potencia y maniobrabilidad, facilitando el despegue desde portaaviones, pistas cortas y carreteras.
Sin embargo, los motores de empuje vectorial han escapado a la capacidad técnica y económica de todas las naciones europeas, y Suecia no ha sido una excepción. Hasta el momento, solamente los nuevos aviones de combate de quinta generación fabricados por Estados Unidos, Rusia y China como el F-22 Raptor, el F-35, el Sukhoi Su-35, el Sukhoi Su-57 o el Chengdu J-20, más pesados, grandes, de diseño bimotor y altos costes de producción y mantenimiento, tienen este tipo de motores. Saab consideró en un principio esta posibilidad en sus diseños preliminares, realizados antes de construirse el primer prototipo. Aun así, la maniobrabilidad del Gripen NG es muy alta debido a su diseño inestable y, por ende, maniobrable, gracias a los grandes alerones de tipo canard, que forman una corriente de aire y turbulencia permanente sobre las alas principales. Por ello, el consorcio IG-JAS y la Fuerza Aérea Sueca no consideraron necesario aumentar más todavía su maniobrabilidad, debido al aumento en los costes que supondría, lo que dificultaría su exportación.
El motor de turbina del nuevo Gripen NG es fabricado en Estados Unidos, y es una variante del General Electric F414 que incorpora el Boeing F/A-18 Super Hornet de exportación. Fue instalado en el modelo demostrador de tecnología como una propuesta para aumentar su potencia en las versiones de exportación, pero algunos modelos podrían estar equipados con el anterior motor del Gripen C. Suecia, junto con Sudáfrica, su mayor socio internacional en el proyecto Gripen NG, está considerando la posibilidad de construir un nuevo motor en el futuro para ser más independientes en el uso de tecnología en los nuevos modelos.
De igual modo, parece que no hay a la vista un sustituto para este avión de combate en Suecia, porque pasados más de doce años de la entrada en activo del primer modelo de producción en serie, el Gripen A, no se habían realizado estudios para el desarrollo de un caza de quinta generación, pero si se han llevado a cabo algunas modificaciones de experimentación, como el caso del nuevo proyecto Gripen IN, versión del Gripen NG adaptada específicamente a las necesidades de la India, con el fin de competir en el programa Indian MRCA Competition, mediante el cual la India pretende adquirir un nuevo avión de combate polivalente.

## Exportación
El Gripen E es muy competitivo al ofrecer un costo menor a sus competidores:
- Costo unitario del Gripen US$ 76 millones.

Este costo comprende el costo total del programa (R&D) dividido por las aeronaves fabricadas.
- Costo de producción US$68.9 millones (Versión 1997) / 78.75 (versión 2002).

Este valor viene de dividir el importe del contrato de venta por la cantidad de aeronaves vendidas.
El Gripen NG fue ofrecido a Brasil para su programa F-X2 y a la India como parte del concurso MMCRA, siendo eliminado, pese a sus transferencias tecnológicas, en ambos concursos por el veto estadounidense a sus componentes, lo cual ha llevado a Saab a plantearse buscar un socio extranjero para sustituir los componentes de dicho país.
Pero recientemente Brasil confirmó la compra de 36 Gripen con una propuesta de construcción conjunta entre Brasil, Suecia, a pesar del veto a la exportación de los componentes estadounidenses que el gobierno de ese país mantiene y por los que no quiere exportarlos a Brasil.[cita requerida] Los aviones serán ensamblados en forma conjunta por estos tres países, en lo que se podría considerar un nuevo modelo de avión caza, como sucedió anteriormente con el caza Atlas Cheetah, que es un nuevo modelo de avión derivado del caza francés Mirage 50. La oferta de Saab por los 36 cazas a Brasil fue de US$4.500 millones, la más barata de las tres que se analizaba.
También existieron negociaciones muy avanzadas para ofrecerlo en Ecuador, y Argentina donde también se ofrecen aviones de medio uso Gripen C, que pueden ser repotenciados en el futuro al nivel del nuevo Gripen NG, en que podría convertirse en el avión de primera línea de batalla en la Fuerza Aérea Ecuatoriana y el más moderno en su inventario, donde recientemente recibieron los caza Atlas Cheetah de medio uso de Sudáfrica, que fueron reemplazados en ese país por los Gripen C y los nuevos Gripen NG. El Ministerio de Defensa de Brasil hizo una oferta a Argentina de 24 aviones Gripen NG, fabricados en Brasil, por 5.400 millones de dólares. El posible acuerdo fue vetado por el Reino Unido y la falta de fondos de Argentina.
Otros 39 aviones de combate fabricados en serie anteriormente, modelo Gripen C de cabina monoplaza y D, de cabina biplaza, que operan en la Fuerza Aérea Sueca, han recibido la nueva actualización MS19; este nuevo programa de mejora de tecnología y armas, proporciona la capacidad de transportar los nuevos misiles de largo alcance MBDA Meteor, el nuevo misil de corto alcance IRIS-T y la nueva bomba GBU-49 de 226 kg, guiadas por láser, especialmente diseñadas para ser transportadas por el nuevo Gripen NG bajo las alas principales y bajo el fuselaje central, juntas una a otra. 
Estas mejoras de tecnología y armas, se completaron totalmente con éxito en el año 2010 en Suecia y se ofrecen para su exportación a otros países, en la nueva versión Gripen NG y en algunas variantes de medio uso, del modelo Gripen C y Gripen D, que son comparables al nuevo Gripen NG en tecnología. Brasil recibirá algunos aviones Gripen C y Gripen D, hasta la entrada en producción del nuevo Gripen NG antes del año 2020.
Colombia tiene a este entre sus opciones del plan de modernización (el cual se lleva a cabo desde el año 2019 y abarca gran parte de su armamento militar aéreo) de sus aeronaves IAI Kfir (pertenecientes a la fuerza aérea colombiana) que posee desde la década de los ochenta. 
Sudáfrica fue el primer país extranjero comprador del nuevo caza Gripen, y fabricará algunos de los componentes del NG en forma conjunta, con la empresa Atlas Aircraft Corporation, fabricante del caza Atlas Cheetah al que reemplazó.
La Agencia de Exportación de Defensa y Seguridad Sueca (FXM) presentó recientemente una oferta al gobierno croata. La oferta incluye un paquete de apoyo y formación para pilotos y técnicos, además de un sistema de financiación de los pagos. En 2012 los aviones ofertados por el Gobierno Sueco fueron Gripen C/D, pero en 2018 se ofreció la versión posterior Gripen NG.
SAAB también ha ofertado a los suizos el Gripen E/F.

### Futuro
Suecia tendrá que comenzar a reemplazar su flota de aviones de combate Gripen modelo A y B, porque podrían cumplir su vida operativa antes del año 2020 y tendrá los nuevos aviones de fabricación sueca Gripen NG, aunque podrían ser repotenciados para su venta a otros países en el futuro con avanzados planes de mejoras y ofrecidos como un caza polivalente de medio uso.
La capacidad de actualización del sistema de jet de combate a nivel del nuevo Gripen NG, debe iniciar antes del año 2020 y podría tardar varios años, Suecia necesita al menos 80 nuevos aviones de combate al nivel del Gripen NG, esto podría presentar la oportunidad para ofrecer a la venta los anteriores modelos de aviones de combate Gripen A y B, de medio uso a otros países y que en el futuro también podrían comprar el nuevo Gripen NG en forma programada.
La mejora de los aviones de combate a nivel Gripen NG, es necesario para garantizar que el sistema de caza supersónico de Suecia, es operativamente relevante y que la defensa aérea del país, en el largo plazo puede ponerse al mismo nivel de tecnología frente al mundo que lo rodea y enfrentar a los nuevos caza de Rusia, que serán desplegados en el norte del país.

## Especificaciones

### Saab Gripen NG (versión E)
- Tripulación : 1
- Longitud : 15,2 metros (50 pies)[18]
- Envergadura : 8,62 metros (28 pies)[18]
- Altura : 4,72 metros (15 pies)
- Superficie alar : 25,5 metros (1004 plg)2
- Peso vacío : 8000 kilogramos (17 637 lb)[18]
- Peso máximo al despegue : 16 500 kilogramos (36 376 lb)[18]
- Carga máxima :  7200 kilogramos (15 873 lb)
- Número motores : 1
- Modelo motor : turbofán con Postcombustión, General Electric F414G
- Empuje : 98 kN (22 000 lbf)
- Velocidad máxima: Mach 2 a gran altitud. 1400 km/h a nivel del mar.[18]
- Alcance : 4000 kilómetros (2485 mi)[18]
- Techo de vuelo : 16 000 metros (52 493 pies)[18]
- Estaciones de armas: 10
- Combustible: 3400 kilogramos (7496 lb) en tanques internos.

## Armamento
Fuente SAAB
- 1 × 27 mm Mauser BK-27 cañón revólver con 120 disparos.

Puntos duros: 10 - Una dedicada a FLIR / ECM / LD / Reconn pod. tres debajo del fuselaje, dos debajo y uno en la punta de cada ala;
Capacidad de punto duro: 6,000 kg (13,227 lb)
Misiles:

- 6 × AIM-9 Sidewinder (Rb 74) / IRIS-T (Rb 98) / A-Darter / ASRAAM / Python 4/5
- 7 × AIM-120 AMRAAM (Rb 99) / MICA / R-Darter / Meteor
- 4 × AGM-65 Maverick (Rb 75) Misil aire-superficie
- 2 × KEPD 350 Misil crucero
- 6 × RBS-15F misil antibuque

Cohetes: 4 × rocket pods, 13.5 cm rockets
Bombas: 

- 7 × GBU-12 Paveway II Bomba guiada por láser
- 2 × Bk.90 Bomba de racimo
- 8 × Mark 82 bomb

Puntos duros de otros: 

- 1 × ALQ-TLS contramedidas electrónicas (ECM) pod
- 1 × Contenedor de designación de blancos (FLIR) pod

## Aviónica
- Radar: Leonardo Raven ES-05 radar tipo AESA.
- Electro-Optics: Sistema Leonardo Skyward-G IRST.
- IFF Transponder: Leonardo M428.

### Desarrollos relacionados
Saab 39 Gripen

### Aeronaves similares
- Eurofighter Typhoon
- Dassault Rafale
- Dassault Mirage 2000
- Dassault Mirage 4000
- Lockheed Martin F-16 Fighting Falcon
- Chengdu J-10B
- JF-17 Thunder
- HAL Tejas
- Mitsubishi F-2
- IAI Lavi
- MiG-35
- Su-35